# Седан (автомобил)
Вижте пояснителната страница за други значения на Седан.
Седан е стил при проектиране и производство на каросерии за леки автомобили. Характерно в конструкцията е това, че е затворен тип каросерия, чиято форма на кутия е устойчива на натоварванията и усукванията по време на движение. Изграждането на конструкцията е лесно, тъй като е съставена от много отделни огънати профили (обикновено изработени от стоманена ламарина с дебелина от 0,8 – 2 мм), подлежащи на механизиран монтаж и серийно производство. При изграждането се създават обемни зони, обезпечаващи удобство, комфорт или по-разностранно използване на автомобила и в същото време се създава една здрава, надлъжно и напречно оребрена „самоносеща“ конструкция, без допълнителното използване на шаси за транспортното средство. Обикновено в купето на такъв лек автомобил се създават три обемни обособени зони – моторен отсек, салон за пътниците и багажен отсек. Това е най-разпространеният тип на автомобилна каросерия. Този тип каросерия се е наложила като предпочитана от масовия потребител на автомобили с ниската цена, здравината, добрата защита от околната среда по време на пътуването, с простора на салона за пътниците и възможността да се разположат два или три реда седалки за комфортно пътуване, както и достатъчно пространство за транспорт на багаж.

## Особености
В зората на автомобилостроенето кабриолетната конструкция на каросерията е по-популярна поради пренасянето на опита от строените дотогава превозни средства, теглени от животни. Пътуването в открит автомобил доставя по-голямо удоволствие и по-силно усещане от бързината на движение, но не може да се избегне неудобството от пътуването в студено и дъждовно време. Тази конструкция, както и да бъде усилвана, подлежи на сериозни натоварвания и усукванията на рамата се предават на отвореното тяло на каросерията. Това налага ново решение – здрава, самоносеща затворена конструкция, пригодена за масово серийно производство.
В развитието си автомобилната закрита конструкция тип седан е претърпявала различни промени, насочени предимно към комфорта на пътуващите. Първоначално автомобил седан от двадесетте години на ХХ век е разполагал с външен багажник под формата на голям куфар, разположен зад задната стена на автомобила. До средата на същия век са произвеждани двуобемни седани. Понастоящем стремежът към увеличаване обема на салона за пътници води до конструкция, която може да се приеме като еднообемна.
Автомобили тип седан се произвеждат с две, с три, с четири и с пет врати.
Няма приета еднозначност за наименованието на тази автомобилна конструкция. В различни държави са популярни и други наименования, както и има различия в наименованията, характеризиращи размера и комфорта на автомобила. В американския английски този тип автомобили са наименовани Sedan, в британския английски – Saloon, във Франция се наричат – Berline, в Италия – Berlina, в Германия – Limousine. Стандартно произведени автомобили, предназначени за масовия потребител в Източна Европа са представяни и предлагани като лимузини. Такова наименование противоречи на популярното разбиране за лукса и комфорта на автомобила в България. Така с лимузина се обозначават и трябва да се приемат както Вартбург 353, така и мощните и суперлуксозни автомобили от най-висок клас на Mercedes-Benz, BMW или Audi.

## Лимузина
Лимузината е луксозен автомобил тип седан от най-висок клас, със закрита каросерия, но със значителни промени в конструкцията с оглед постигане на много висок комфорт и сигурност. Характерното за конструкцията е увеличеното междуосие и просторния салон за пътниците. Такива автомобили се изпълняват по поръчка от много богати клиенти от специализирани сервизи. Доработват се стандартни луксозни автомобили като купето се удължава, поставят се различни допълнителни екстри за ползване по време на пътуване, поставя се преградно стъкло между пътниците и шофьора и в салона може да се монтират допълнителни сгъваеми седалки. Използват се при специални поводи – сватби, партита и др. Изпълняват се обикновено в черен или бял цвят и са наричани „stretch“ („разтеглени“) лимузини.
Има и серийно произвеждани лимузини за представителни цели – държавни и фирмени, които се произвеждат по специална технология. Световно признати производители са Rolls-Royce, Mercedes-Benz, General Motors.

## Хетчбек
Хетчбекът (на английски Hatchback sedan), е двуобемна конструкция на седан с три или пет врати. Използва се за превоз на пътници и товари. Скосяването в задната част на каросерията подобрява достъпа до багажника и подобрява аеродинамичните качества на автомобила, като го доближава по форма на каросерия тип купе. Това намалява експлоатационните разходи, поради по-ниския разход на гориво в сравнение с класическия триобемен седан.

## Лифтбек
Лифтбекът (на английски Liftback sedan) е двуобемна затворена конструкция на автомобилна каросерия тип седан. Произвежда се с три или пет врати. Характеризира се със скосяване на задната част на каросерията, както и при хетчбека, но то е по-малко и дължината на автомобила е по-голяма, като достига до размерите на триобемния седан. С това се увеличава вместимостта на багажника. Често моделите хетчбек и лифтбек се смесват, въпреки че това са различни конструкции. Практически само страничния профил на автомобила може да покаже характерното за лифтбека удължение на задната част на автомобила.

## Хардтоп
Хардтопът (на английски Hardtop sedan) е по-скоро модификация на класическия седан. Представлява затворена три обемна конструкция на седан без средните колони за вратите на автомобила. Рамките на вратите, водещи стъклата също липсват. Така се подобрява вентилацията, не се ограничава обзора от салона на пътниците и се придава по-внушителен вид на купето отвън. Внедряването на всички тези естетически предимства водят до една по-слаба конструкция на каросерията. Поради това от 80-те години на ХХ век тази конструкция почти не се използва.

## Галерия
- Седан
- Схема на шаси за автомобил седан
- LaSalle – седан от 1930 година